# Istituto scientifico Breda
L'istituto scientifico Breda nasce il 20 dicembre 1995 sotto forma di società a responsabilità limitata, a seguito del rilevamento delle attività e del personale dello storico Istituto ricerche Breda S.p.A. costruito per volontà dell'ing. Ernesto Breda nel 1917 e messo in liquidazione in quanto facente parte del gruppo EFIM.
In data 7 febbraio 1996 l'Istituto è stato poi trasformato in Società per azioni.

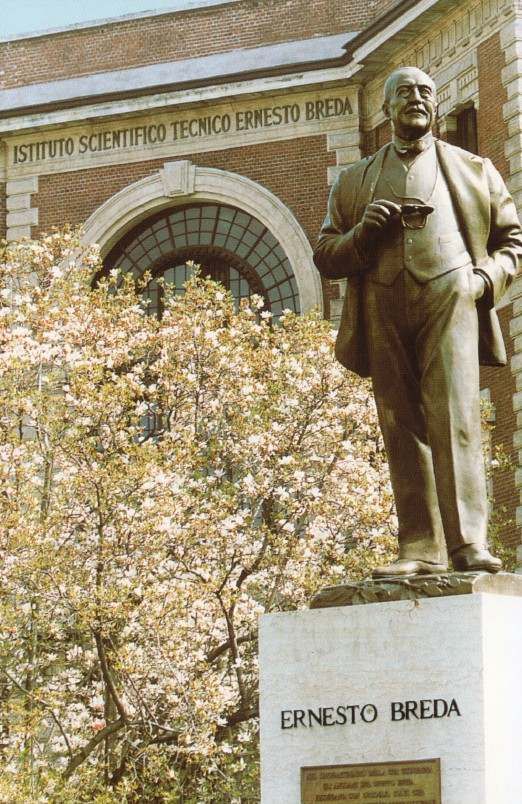
La statua di Ernesto Breda che era posta nel giardino prospiciente l'ingresso alla palazzina Liberty sede storica dell'Istituto scientifico Breda.

.

## Storia
L'istituto scientifico Breda S.p.A. della cui compagine azionaria hanno fatto parte Fondazione CARIPLO, Ferrovie dello Stato, Termomeccanica e un gruppo di imprenditori privati, è stata un'azienda di ricerca applicata e servizi tecnologici per l'industria.
Nato a Milano nel 1917 come laboratorio centrale della Breda, negli anni ‘60 amplia le sue attività e nel 1965 apre i laboratori di Bari a supporto della industrializzazione del Mezzogiorno e dal 1996, con la privatizzazione, si dedica in modo indipendente alla ricerca, operando sui mercati italiani ed esteri per aziende industriali, enti pubblici italiani e comunitari, per l'esecuzione di ricerca applicata su contratto, prove di laboratorio, ispezioni, collaudi, consulenza, servizi tecnologici di supporto e formazione professionale.
L'attività veniva svolta principalmente nella sede di Milano, situata in viale Sarca, dove si trovavano la direzione e l'amministrazione, gli uffici e i laboratori di prova dei vari reparti. Nella filiale di Bari invece si seguivano i clienti dell'Italia meridionale con i laboratori lì presenti, volti essenzialmente al controllo qualità, all'ambiente e all'analisi chimica, smistando alla sede di Milano le attività di risulta. Dal 1998 l'Istituto Scientifico Breda acquisitò (al 50%) il laboratorio RTM, un laboratorio di prove meccaniche e metallografiche e analisi chimiche situato a Breganze, in Veneto, avente le stesse finalità di presidio territoriale nell'area del Triveneto. A questa società fu poi cambiato il nome in RTM Breda e, successivamente, spostata la sede nel comune di Carrè.
L'istituto scientifico Breda partecipò poi al 66% (la restante quota era del Politecnico di Milano) all'ITALCERT, ente di certificazione riconosciuto per l'applicazione del marchio CE per apparecchiature medicali, di protezione individuale, ecc.
Nel 2005 l'istituto scientifico Breda venne chiuso e tutte le competenze e le strumentazioni furono cedute al gruppo Forgital, che proseguì l'attività del laboratorio nella nuova sede di Cormano, sotto la nuova denominazione di RTM Breda S.r.l..
L'edificio Liberty che ha ospitato la sede milanese dell'azienda giace attualmente inutilizzato e su parte del giardino è stato edificato nel frattempo un albergo. Anche la statua di Ernesto Breda che troneggiava davanti alla struttura è stata rimossa.